# 中央区立佃中学校
中央区立佃中学校（ちゅうおうくりつ つくだ ちゅうがっこう）は、東京都中央区佃2丁目にある公立中学校。愛称は、｢つくちゅう｣｡

## 概要
中央区に4校ある区立中学校のなかで、最も新しい中学校である。1988年(昭和63年)に東京都中央区立佃中学校として開校し、2000年(平成12年)に校名を現在の中央区立佃中学校に改称した。
校舎は、隣接する中央区立佃島小学校との複合校舎である。校舎の外観には端々に佃島の外形を意匠化した三角形や四角錐のモチーフが用いられている。
本校が所在する東京都中央区佃(佃島)は隅田川の河口に位置しており、隅田川も本校から近い。近隣には大川端リバーシティ21などの新興住宅地域もある。

## 沿革
- 1988年（昭和63年）
  - 4月1日 東京都中央区立第三中学校から分離・独立し、東京都中央区立佃中学校として開校。
  - 6月4日 - 東京都中央区立佃島小学校と合同で校舎の落成式を挙行。
- 2000年（平成12年）4月1日 - 中央区条例の題名等を統一する条例の施行により、中央区立佃中学校に改称。隣接する東京都中央区立佃島小学校も中央区立佃島小学校に改称。
- 2008年（平成20年）3月31日～9月27日 - 劇中に登場する架空の中学校「中央区立月島南中学校」のロケ地として本校が使用された、榮倉奈々主演によるNHK連続テレビ小説第78作『瞳』が放送。
  - 「中央区立月島南中学校」のロケ地であったが、実際の佃中学校は、月島よりも南ではなく北に位置する。
- 2023年（令和5年）1月 - 全教科 研究奨励校となる[1]。
- 2025年（令和7年）4月1日 - 通学区域が変更される。

## 校地

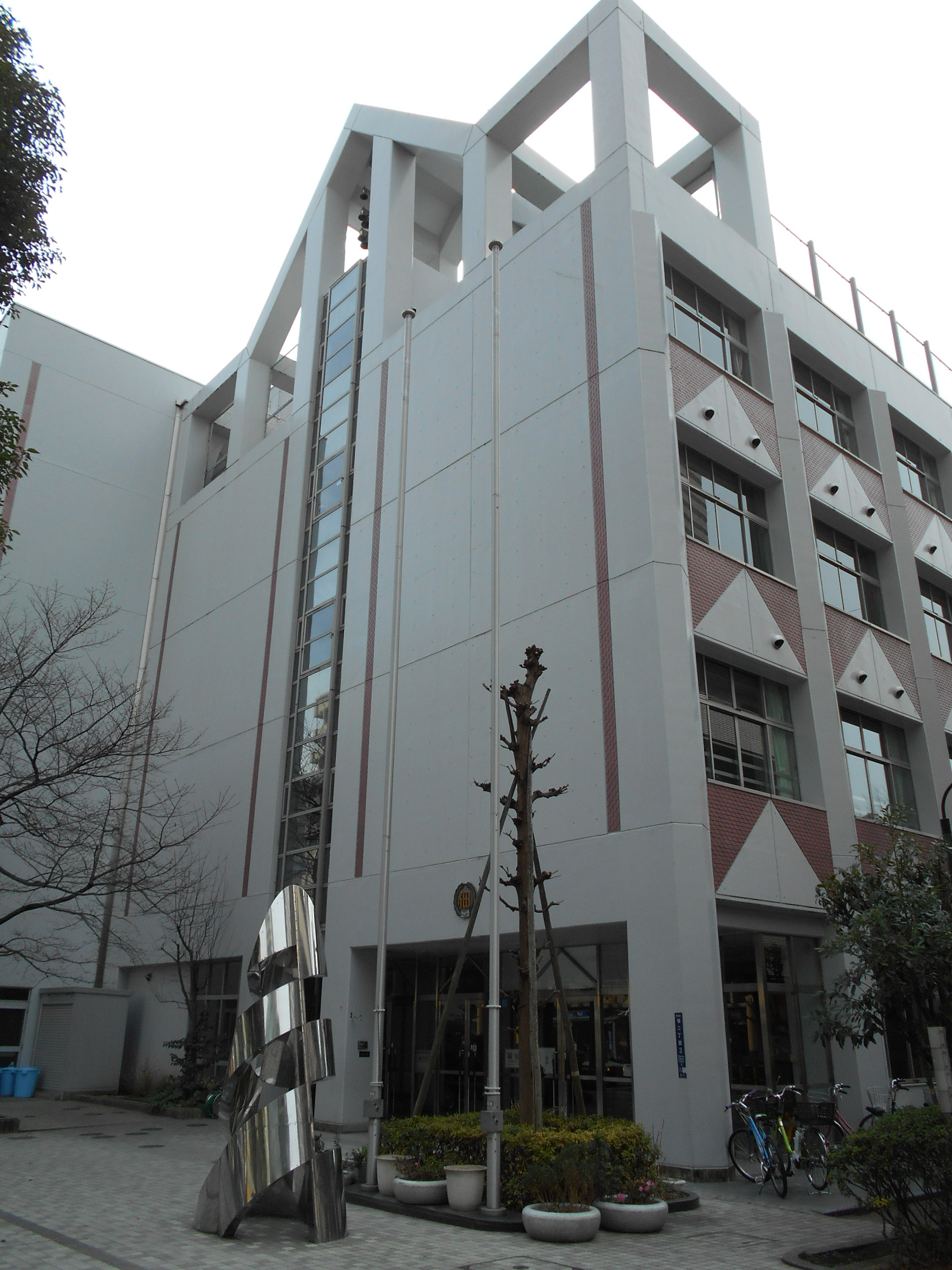
本校の北側に隣接する中央区立佃島小学校の玄関

校舎は、隣接する中央区立佃島小学校との複合校舎である。

### 所在地
- 東京都中央区佃2丁目3番2号
- 「東京都中央区佃2丁目3番」の街区の全域が複合校舎であり(両校の校庭を含む)、そのうち本校(中学校)は「2号」の住居番号を、小学校は「1号」の住居番号を使用している。

### 校舎
複合校舎の南側が中学校(本校)、北側が小学校(中央区立佃島小学校)である。南側の中学校部分は6階建て(6階が屋上)、北側の小学校部分は5階建て(5階が屋上)である。同じ中央区立の小学校と中学校の複合校舎ではあるが小中一貫校ではないため、両校それぞれの玄関が設置されていることをはじめとして、原則として両校の動線は交わらないよう設定されている。ただし、中学校における部活動では、中学校の体育館の他に、小学校の体育館も使用する。
複合校舎の外観は、端々の壁面は三角形のモチーフ、屋上部分は両校1つずつの大きな四角錐のモチーフによって装飾されている。これらのモチーフは、両校の所在する佃島の外形を意匠化したものである。このうち、壁面の三角形のモチーフは同じ形状ながら中学校と小学校で色違いであり、中学校部分は水色・小学校部分は桃色である。

## 通学区域
以下の通り通学区域が定められているが、中央区では「中学校自由選択制」が導入されているため、実際には通学区域外から本校に入学することも、また本校の通学区域から他の中央区立中学校に入学することも可能である。なお、本校の通学区域は、中央区立佃島小学校と中央区立月島第一小学校の両校の通学区域を合わせたものである。
- 東京都中央区佃全域
- 東京都中央区月島1丁目・2丁目[1番、10～14番]・3丁目・4丁目[1番、2番(1号の一部、9、10、12、13、16号)、3番(11～16号、17号の一部)、8～17番、20番(1号)、21番］[3]

### 通学区域の変更
2025年(令和7年)4月1日より、下記区域に通学区域が変更される。
- 東京都中央区佃全域
- 東京都中央区月島1丁目・3丁目・4丁目

本校の通学区域は佃島小学校と月島第一小学校の両校の通学区域を合わせたものであるが、月島第一小学校と月島第三小学校との間にて通学区域の変更が行われるため、これに合わせて本校の通学区域も変更される。これまで月島2丁目と月島4丁目は、それぞれを本校・月島第一小学校と晴海中学校・月島第三小学校で通学区域を分け合っていた状態だった。今回の通学区域変更により月島4丁目の全域が本校・月島第一小学校の通学区域、月島2丁目の全域が晴海中学校・月島第三小学校の通学区域となった。
なお、月島第一小学校は他にも佃島小学校との間にて通学区域の変更があるが、前述のとおり本校の通学区域は佃島小学校と月島第一小学校の両校の通学区域を合わせたものであるため、このことによる中学校の通学区域の変更は行われず、引き続き本校の通学区域のままである。

## 生徒数と教職員数の推移
大川端リバーシティ21などの新興住宅地域が通学区域に含まれており、その住民らを多く吸収している。
| 年度       | 生徒総数 | 1年生 | 2年生 | 3年生 | 教員数 | 職員数 |
| ---------- | -------- | ----- | ----- | ----- | ------ | ------ |
| 平成27年度 | 251      | 86    | 88    | 77    | 17     | 3      |
| 平成28年度 | 288      | 113   | 88    | 87    | 19     | 4      |
| 平成29年度 | 294      | 93    | 115   | 86    | 18     | 3      |
| 平成30年度 | 292      | 81    | 93    | 118   | 18     | 4      |
| 令和元年度 | 293      | 116   | 83    | 94    | 20     | 4      |
| 令和2年度  | 307      | 108   | 120   | 79    | 22     | 3      |
| 令和3年度  | 342      | 110   | 112   | 120   | 22     | 3      |
| 令和4年度  | 334      | 113   | 109   | 112   | 20     | 3      |
| 令和5年度  | 349      | 120   | 118   | 111   | 23     | 3      |
| 令和6年度  | 368      | 126   | 125   | 117   | 23     | 4      |

## 校名
本校の校名は、本校の所在地である東京都中央区佃に由来する。佃地区では1967年(昭和42年)3月の住居表示実施で佃島が佃と改称されて以降、施設名称にも従来の「佃島」に代わり「佃」を冠する例が増えており、中央区立佃中学校もその1つである。なお、隣接する中央区立佃島小学校は、住居表示実施以前に開校していたため、現在も「佃島」を冠しており、2016年6月現在、公共の施設として唯一名称に佃島を含む(なお、民間の施設や団体には築地本願寺佃島説教所、佃島剣道教室、佃島スポーツ少年団などにその名が残る)。
2000年（平成12年）4月1日の「中央区条例の題名等を統一する条例」の施行に伴い、本校は同日に「東京都中央区立佃中学校」から「中央区立佃中学校」に改称している。ただし、現在でも旧校名が使われることもあり、例えば校門前に設置されている校名碑には旧校名の「東京都中央区立佃中学校」と刻まれている。隣接する中央区立佃島小学校も同様であり、校名碑には「東京都中央区立佃島小学校」と刻まれている。

## 学校行事
- 体育祭
- 文化祭 - 主に生徒が準備をし10月下旬に行われる
- 合唱コンクール

## 部活動

### 運動部
- バスケットボール部
- サッカー部
- バドミントン部
- ソフトテニス部
- 女子バレーボール部(廃部)
- 野球部(廃部)

### 文化部
- 合唱部
- 美術部
- ESS部（廃部）
- 月島太鼓部（廃部）
- ロボコン部
- 演劇・ダンス部
- パソコン部(2014年3月31日を以て廃部)
- 茶道部(廃部)

## 著名な出身者
- 吉野紗香 - 1998年卒、テレビタレント
- 木村カエラ - 2000年卒、歌手
- おたけ - 1999年卒、お笑い芸人

## 学校の周辺
- 大川端リバーシティ21
- 住吉神社
- 中央区立佃公園
- 中央区立石川島公園
- 中央区立佃児童館
- 中央区立つくだ保育園
- みちてる保育園
- 石川島記念病院

## 交通アクセス
- 東京メトロ有楽町線･都営大江戸線 月島駅下車 6番口 徒歩5分
- JR京葉線 越中島駅下車 徒歩10分
- 都営バス 東16系統･深夜14系統 佃二丁目停留所
- 日立自動車交通 江戸バス(中央区コミュニティバス)南循環 シニアセンター停留所
- 八重洲通り沿いに本校はある｡

## 姉妹校
中央区立佃島小学校と大阪市立佃小学校は姉妹校であるが､中央区立佃中学校と大阪市立佃中学校は姉妹校ではない｡